# كوري ميرفي
كوري ميرفي هو لاعب هوكي الجليد كندي، ولد في 13 فبراير 1978 في Kanata, Ontario ‏ في كندا.

## وصلات خارجية
- كوري ميرفي على موقع دوري الهوكي الوطني (الإنجليزية)
- كوري ميرفي على موقع قاعة مشاهير الهوكي (لاعب أن.إتش.أل) (الإنجليزية)
- كوري ميرفي على موقع دوري الهوكي للقارات (الإنجليزية)
- كوري ميرفي على موقع EliteProspects.com (الإنجليزية)
- كوري ميرفي على موقع Eurohockey.com (الإنجليزية)
- كوري ميرفي على موقع HockeyDB.com (الإنجليزية)
- كوري ميرفي على موقع Hockey-Reference.com (الإنجليزية)